# Notocirrus attenuatus
Notocirrus attenuatus är en ringmaskart som först beskrevs av Treadwell 1906.  Notocirrus attenuatus ingår i släktet Notocirrus och familjen Oenonidae. Inga underarter finns listade i Catalogue of Life.